# Џејмстаун (Северна Дакота)
Џејмстаун (енгл. Jamestown) град је у америчкој савезној држави Северна Дакота.

## Демографија
По попису из 2010. године број становника је 15.427, што је 100 (-0,6%) становника мање него 2000. године.
| Група             | 2000.          | 2010.          |
| Белци             | 14.923 (96,1%) | 14.448 (93,7%) |
| Афроамериканци    | 56 (0,4%)      | 129 (0,8%)     |
| Азијати           | 76 (0,5%)      | 91 (0,6%)      |
| Хиспаноамериканци | 185 (1,2%)     | 323 (2,1%)     |
| Укупно            | 15.527         | 15.427         |